# Audenge
Audenge (gaskonsko Audenja) je naselje in občina v jugozahodnem francoskem departmaju Gironde regije Nove Akvitanije. Leta 2008 je naselje imelo 5736 prebivalcev.

## Geografija
Naselje leži v pokrajini Gaskonji ob Arcachonskem zalivu, znotraj naravnega regijskega parka Landes de Gascogne, 43 km jugozahodno od Bordeauxa.

## Uprava
Audenge je sedež istoimenskega kantona, v katerega so poleg njegove vključene še občine Andernos-les-Bains, Arès, Biganos, Lanton, Lège-Cap-Ferret, Mios in Marcheprime z 52.856 prebivalci.
Kanton Audenge je sestavni del okrožja Arcachon.

## Pobratena mesta
- Azagra (Navarra, Španija);